# Nils Hesslén
Nils Hesslén, född den 2 september 1728 i Visseltofta, död den 13 april 1811, var en svensk biskop. Han var biskop i Lunds stift 1805-1811.

## Biografi

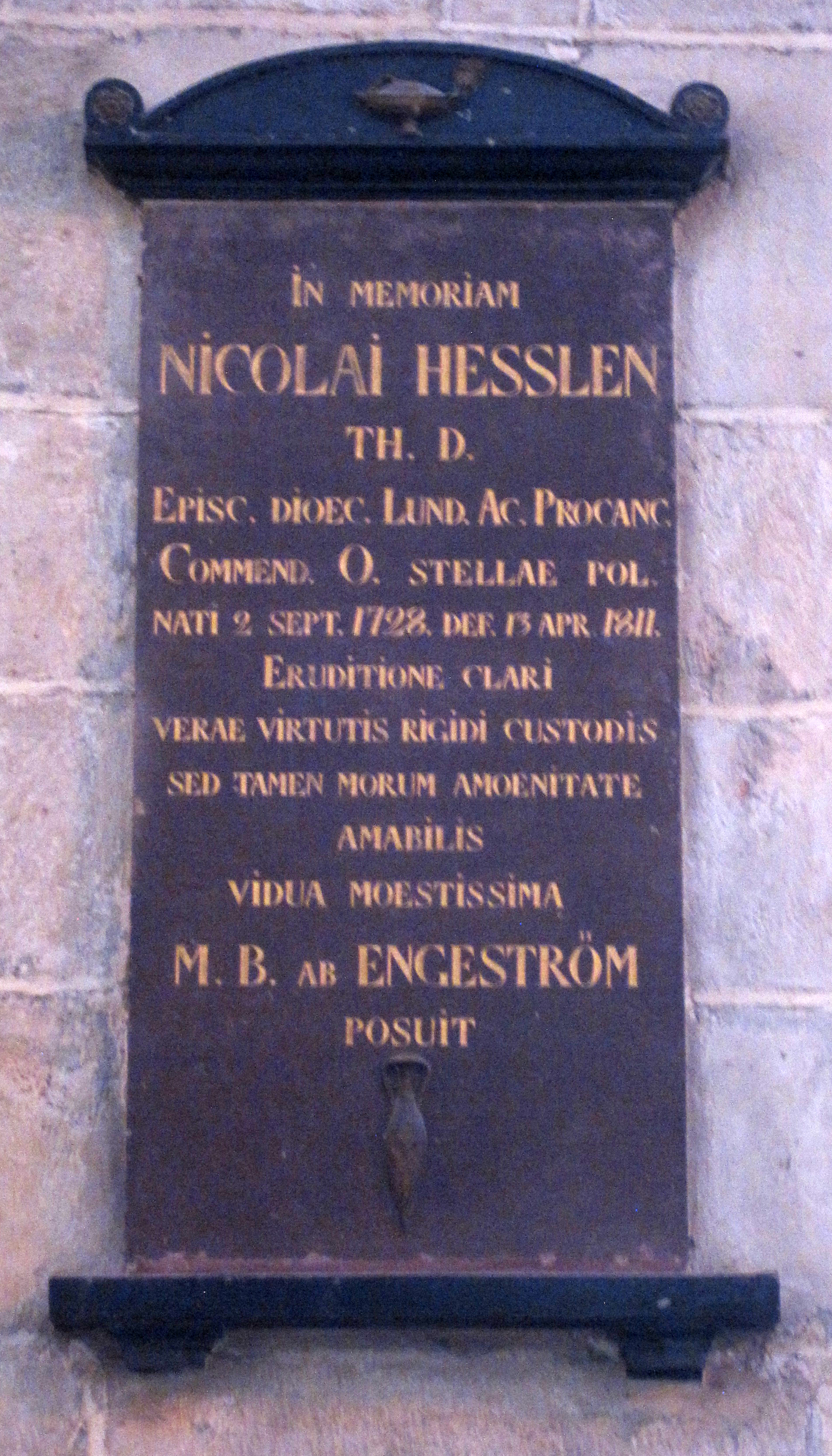
Hessléns epitafium i Lunds domkyrka.

Hessléns far var bonde och häradsdomare. Han engagerade en norsk student på orten som gav sonen privatundervisning. Studierna fortsatte i Lund, där han blev adjunkt vid universitetet och sedan prästvigd år 1767. Han blev professor i teologi och domprost i Lund innan han valdes till biskop 1803. Han var en av initiativtagarna till att bilda Kungliga fysiografiska sällskapet i Lund 1772. 
Hesslén publicerade inga skrifter. Han blev ryktbar för sin goda ekonomi och samlade ihop en betydlig förmögenhet och han var även känd för sina satiriska utfall mot dem som gick honom emot.
Han var gift med Maria Beata von Engeström, vars far Johannes Engeström innehaft samma biskopsämbete liksom modern Margareta Benzelstiernas släktingar.